# Placówka Straży Celnej „Pogwizdów”

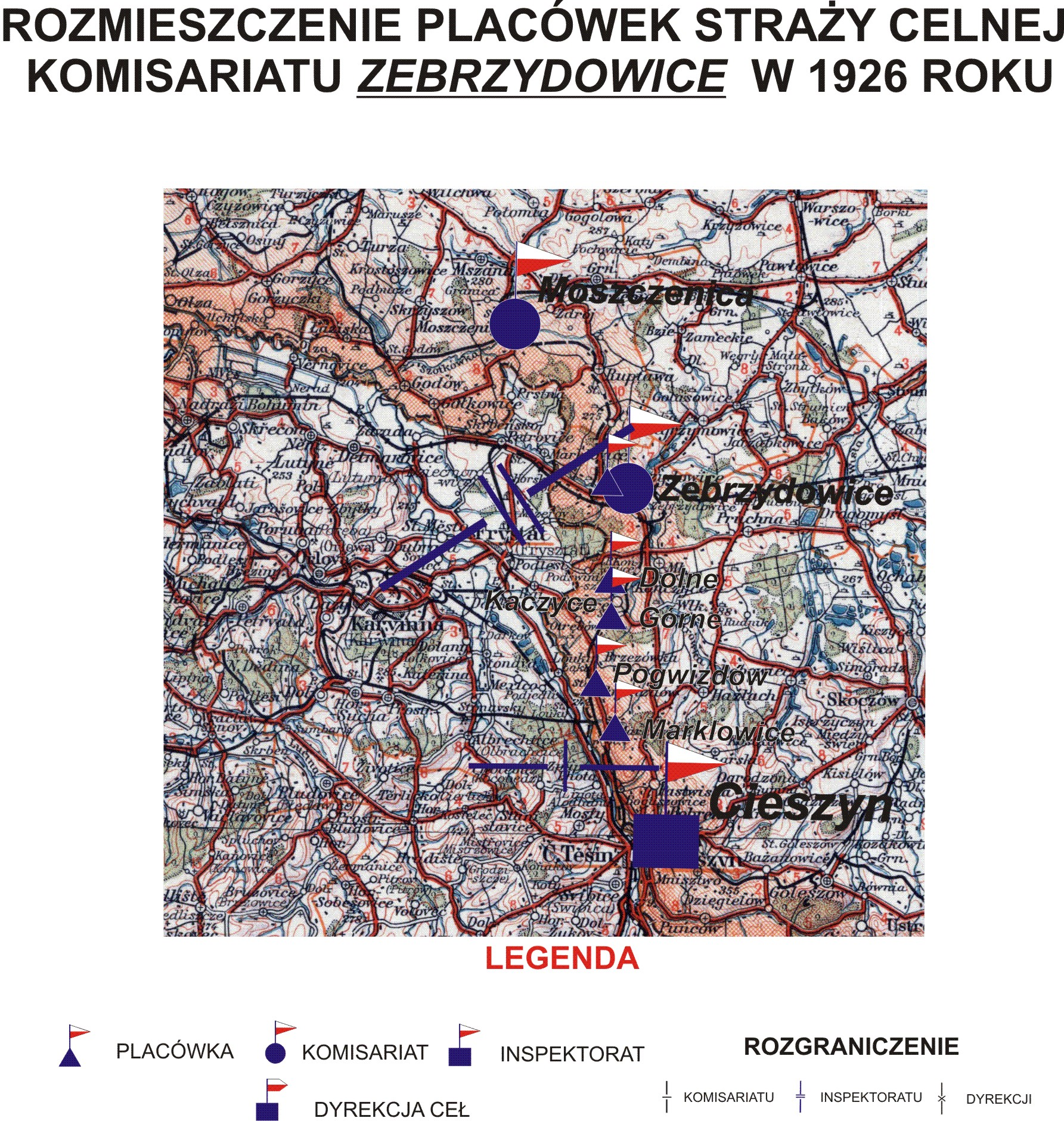
Rozmieszczenie placówek SC komisariatu „Zebrzydowice” w 1926 r.

Placówka Straży Celnej „Pogwizdów” – jednostka organizacyjna Straży Celnej pełniąca w okresie międzywojennym służbę ochronną na granicy polsko-czechosłowackiej.

## Formowanie i zmiany organizacyjne
Na wniosek Ministerstwa Skarbu, uchwałą z 10 marca 1920 roku, powołano do życia Straż Celną. Od połowy 1921 roku jednostki Straży Celnej rozpoczęły przejmowanie odcinków granicy od pododdziałów Batalionów Celnych. W 1921 roku w Cieszynie stacjonował sztab 3 kompanii 7 batalionu celnego. Kompania wystawiała również placówkę w Pogwizdowie. Proces tworzenia Straży Celnej trwał do końca 1922 roku. Placówka Straży Celnej „Pogwizdów” weszła w podporządkowanie komisariatu Straży Celnej „Zebrzydowice” z Inspektoratu SC „Cieszyn”.
W drugiej połowie 1927 roku przystąpiono do gruntownej reorganizacji Straży Celnej. W praktyce skutkowało to rozwiązaniem tej formacji granicznej. Ochronę północnej, zachodniej i południowej granicy państwa przejęła powołana z dniem 2 kwietnia 1928 roku Straż Graniczna.
Rozkazem nr 4 z 30 kwietnia 1928 roku w sprawie organizacji Śląskiego Inspektoratu Okręgowego dowódca Straży Granicznej gen. bryg. Stefan Pasławski powołał komisariat Straży Granicznej „Zebrzydowice”. Placówka Straży Granicznej I linii „Pogwizdów” znalazła się w jego strukturze.

## Funkcjonariusze placówki
Kierownicy placówki
| stopień          | imię i nazwisko, numer | okres pełnienia służby | kolejne stanowisko |
| ---------------- | ---------------------- | ---------------------- | ------------------ |
| starszy strażnik | Józef Krupa (493)      | był w 1926             |                    |

Obsada personalna placówki w 1926:
- starszy strażnik Józef Krupa (493)
- starszy strażnik Józef Mokrzycki (654)
- strażnik Kazimierz Gadomski (291)
- strażnik Franciszek Kwietniewski (24)
- strażnik Józef Gliński (286)
- strażnik Jan Mercało (652)
- strażnik Romuald Ziemniewicz (1142)
- strażnik Jan Wantulok (1120)
- strażnik Kazimierz Piskorz (794)